# Wappen der Zentralafrikanischen Republik
Das Wappen der Zentralafrikanischen Republik wurde im Jahre 1963, drei Jahre nach der Erklärung der Unabhängigkeit von Frankreich, unter Präsident David Dacko eingeführt.

## Beschreibung
Im Zentrum des Wappens befindet sich ein nahezu quadratischer, geviertelter Schild. Die einzelnen Felder des Schildes sind wie folgt gestaltet:
1. Rechts oben ist ein weißer Elefant auf grünem Grund zu sehen.
2. Links daneben steht ein grüner Affenbrotbaum auf weißem Grund.
3. Rechts unten auf gelben Grund drei vierzackige weiße Sterne, die ein auf der Kante stehendes gleichseitiges Dreieck bilden.
4. Das vierte Viertel ist in Dunkelblau gehalten, darauf befindet sich eine rotbraune, in Richtung des Zentrums des Schildes zeigende Hand.
5. Auf allen liegt ein rotes quadratisches Herzschild mit weißem Bord; innen auf weißem Kreis in schwarz die Karte Afrikas, darüber ein fünfzackiger gelber Stern.

Der Schild wird rechts und links von je einer Flagge der Zentralafrikanischen Republik flankiert, an seiner Oberseite befindet sich außerdem eine gelbe, halbkreisförmige Sonne. Unterhalb des Schildes ist eine Ehrenmedaille zu sehen.
Den oberen und unteren Abschluss des Wappens bilden zwei Spruchbänder. Auf dem oberen Spruchband steht in Sango:
„Zo Kwe Zo“
(Jeder Mensch ist ein Mensch)
Auf dem unteren Spruchband steht in Französisch:
„Unité – Dignité – Travail“
(Einheit – Würde – Arbeit)

## Symbolik
Der Elefant und der Affenbrotbaum stehen für den Naturraum und das wirtschaftliche Rückgrat des Landes.
Während die rotbraune Hand das Zeichen von MESAN, der politischen Partei, die, als das Wappen eingeführt wurde, an der Macht war, ist, sollen die drei Sterne den Diamantenreichtum des Landes symbolisieren.
Das fünfte, mittige Feld steht für die zentrale Lage des Landes auf dem afrikanischen Kontinent.
Die 14 Präfekturen, zwei Wirtschaftspräfekturen und die autonome Stadt Bangui finden sich in den 17 Strahlen der Sonne wieder.